# Hexbus

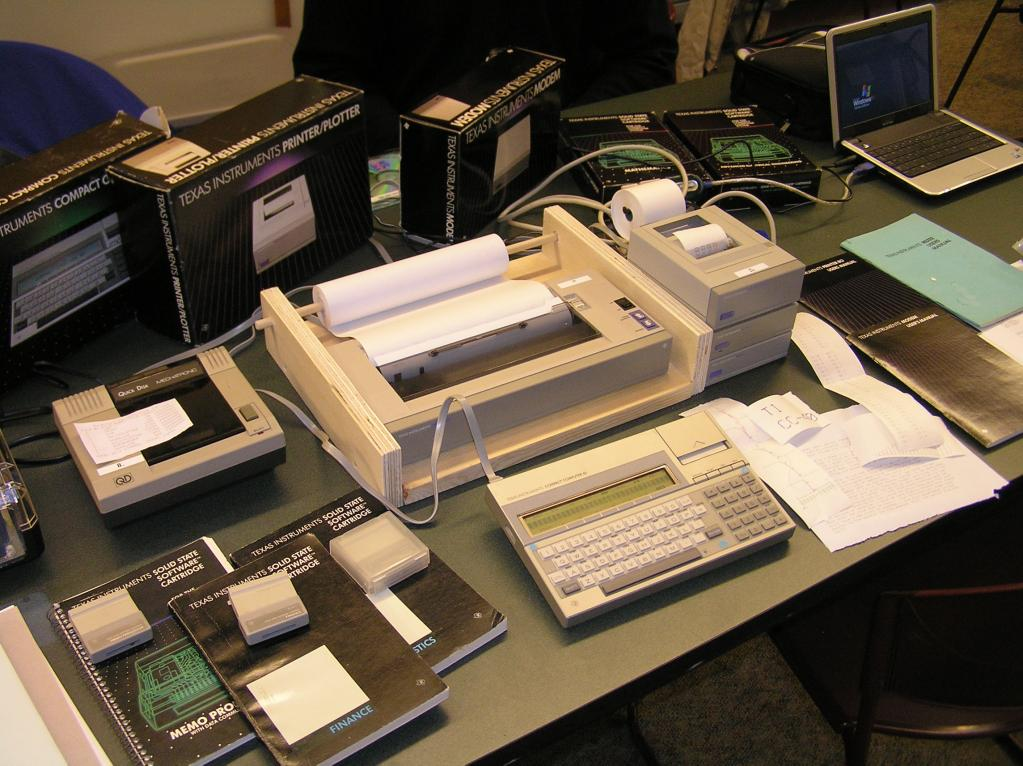
Periféricos Hexbus formando una cadena margarita

La interfaz Hexbus  de Texas Instruments fue diseñada en 1982 y debió haberse comercializado a finales de 1983. Su objetivo era permitir la conexión de una consola a diversos periféricos a través de una conexión serie de alta velocidad. Aunque se asemejaba mucho a la actual interfaz USB (contaba con funciones plug and play, conexión en caliente, etc.), nunca fue comercializada; tan sólo un reducido número de prototipos apareció en manos de coleccionistas cuando TI la retiró del mercado. Se planeó la fabricación de varios periféricos Hexbus (algunos de ellos llegaron a fabricarse). La unidad denominada WaferTape nunca pasó de ser un prototipo debido a los problemas de fiabilidad que presentaban las cintas. Tampoco la unidad de disco flexible de 5,25 pulgadas logró superar la etapa de prototipo, a pesar de que funcionaba. También se crearon prototipos de controladores de disco DSDD y controladores de vídeo. Los únicos periféricos que llegaron a comercializarse en una cierta medida, la mayor parte de ellos destinados al uso con el ordenador compacto TI CC-40, fueron una impresora/trazadora a 4 colores, un módem a 300 baudios, una interfaz RS-232, una impresora térmica/de tinta de 80 columnas y una unidad "Quick Disk" de 2,8". Todos los periféricos Hexbus eran compatibles con el microordenador TI-99/4A empleando la interfaz Hexbus, y con los modelos TI-99/8 y CC-40 por conexión directa.

## Dispositivos
- Impresora/trazadora (HX-1000)
- Impresora de 80 columnas (HX-1010)
- Interfaz RS232 (HX-3000)
- Unidad Quick Disk QD-02